# 霍吉尔
霍吉尔 （波斯語：  خجير） 是伊朗德黑蘭省的一个村庄。根据2006人口普查，當地人口579人，共有家庭159个。 霍吉爾國家公園因霍吉尔而得名。霍吉尔當地有一个导弹生产综合体。 